# کمو
کمو (به لاتین: Kémo) یک منطقهٔ مسکونی در جمهوری آفریقای مرکزی است که در جمهوری آفریقای مرکزی واقع شده‌است. کمو ۱۷٬۲۰۴ کیلومتر مربع مساحت و ۱۱۸٬۴۲۰ نفر جمعیت دارد.